# 阿波観光バスサービス
阿波観光バスサービス株式会社（あわかんこうバスサービス）は、徳島県徳島市に本社を置く貸切バス事業者、旅行会社。

## 沿革
- 1960年（昭和35年）11月 - 阿波観光バス株式会社設立。
- 1977年（昭和52年）2月22日 - 阿波観光バスサービス株式会社設立。
- 2014年（平成26年）7月22日 - 阿波観光バス株式会社から阿波観光バスサービス株式会社へ事業譲渡。株式会社アイネットのグループ企業になる。

## 営業所
- 阿波観光バスサービス株式会社本社
  - 〒771-0131 徳島県徳島市川内町大松252-1

- 鳴門支店
  - 〒771-0214 徳島県板野郡松茂町満穂字満穂開拓144-1

## 車種
三菱ふそうトラック・バス製が主体。

### 主力車種
- 三菱ふそうエアロシリーズ
- 三菱ふそうエアロミディMJ